# Macalpinomyces panici
Macalpinomyces panici är en svampart som beskrevs av Vánky 2005. Macalpinomyces panici ingår i släktet Macalpinomyces och familjen Ustilaginaceae.   Inga underarter finns listade i Catalogue of Life.